# Albâtre
 (avril 2025).
Si vous disposez d'ouvrages ou d'articles de référence ou si vous connaissez des sites web de qualité traitant du thème abordé ici, merci de compléter l'article en donnant les références utiles à sa vérifiabilité et en les liant à la section « Notes et références ».
L’albâtre est une roche blanche utilisée en taille de pierre et en sculpture.
Il existe deux formes d’albâtre bien distinctes, correspondant à deux roches différentes : l’albâtre calcaire et l’albâtre gypseux sont respectivement composés de calcite et de gypse. Leur faculté de prendre un beau poli les a inclus dans les marbres antiques jusqu’à la chute de l'Empire romain. Ils réapparurent vers le XIIe siècle et surtout à la Renaissance (voir Histoire du marbre), où ils perdirent de leur importance en faveur des marbres modernes.
Son nom vient du latin alabaster, venant du grec ancien ἀλάϐαστρος / alábastros, qui désigne un vase sans anse, l'albâtre étant utilisé pour façonner de tels vases à parfum.

## Différences minéralogiques

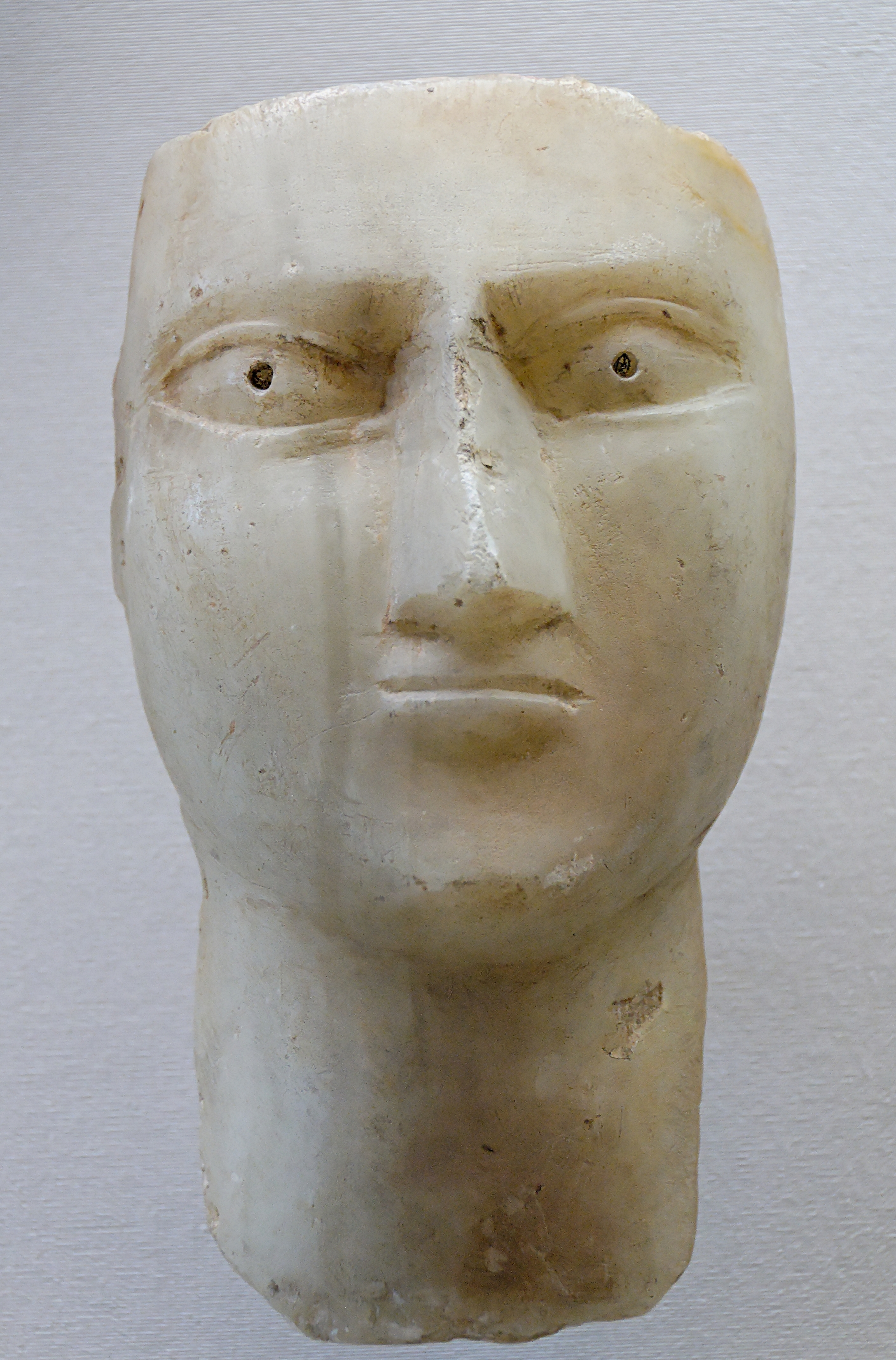
Tête en albâtre,, Arabie heureuse, Paris, musée du Louvre.

### Albâtre calcaire
L’albâtre calcaire est également appelé marbre onyx des anciens, albâtre égyptien, albâtre de la Bible ou encore albâtre oriental, probablement parce que cette variété d'albâtre est utilisée de longue date.
Le minéral constituant est la calcite, carbonate de calcium qui fait effervescence à l’acide. D'une dureté de 3 sur l'échelle de Mohs, il ne se raye pas à l’ongle.
Souvent veiné, cet albâtre présente à sa surface des espèces d’ondulations d’un jaune miel plus ou moins foncé, tirant parfois sur le rouge sombre. Il est extrêmement rare de trouver de l’albâtre calcaire d’un blanc parfait. C'est un calcaire concrétionné, décrit géologiquement comme un travertin à bandes compactes ou un calcaire stalagmitique marqué avec des motifs de bandes tourbillonnantes de crème et de brun.
Sa cassure est cristalline et striée, ce qui lui donne une semi-transparence, car la lumière a un accès beaucoup plus facile dans l’épaisseur du matériau que dans celle d’un marbre, par exemple, constitué d'une infinité de petites lamelles qui empêchent les rayons lumineux de pénétrer la roche. Bien poli, l'albâtre ressemble à du marbre.

### Albâtre gypseux
L’albâtre gypseux ou alabastrites des anciens, est une variété de gypse, c’est-à-dire du sulfate de calcium hydraté. Il ne fait pas effervescence à l'acide et se raye à l’ongle (dureté Mohs de 1,5 à 2).
Ordinairement d’un blanc laiteux, sa cassure est grenue et souvent terne. Son système cristallin est de type monoclinique. Cette variété de gypse à grain fin est extraite en particulier dans des carrières en Angleterre ou en Toscane.
L'albâtre gypseux est employé comme pierre ornementale. Matériau tendre, il permet de sculpter des formes élaborées. Vu la solubilité du gypse dans l’eau, il doit être utilisé à l’intérieur. Il perd sa transparence, son brillant et sa solidité quand on l’expose au feu, car il se transforme en plâtre.

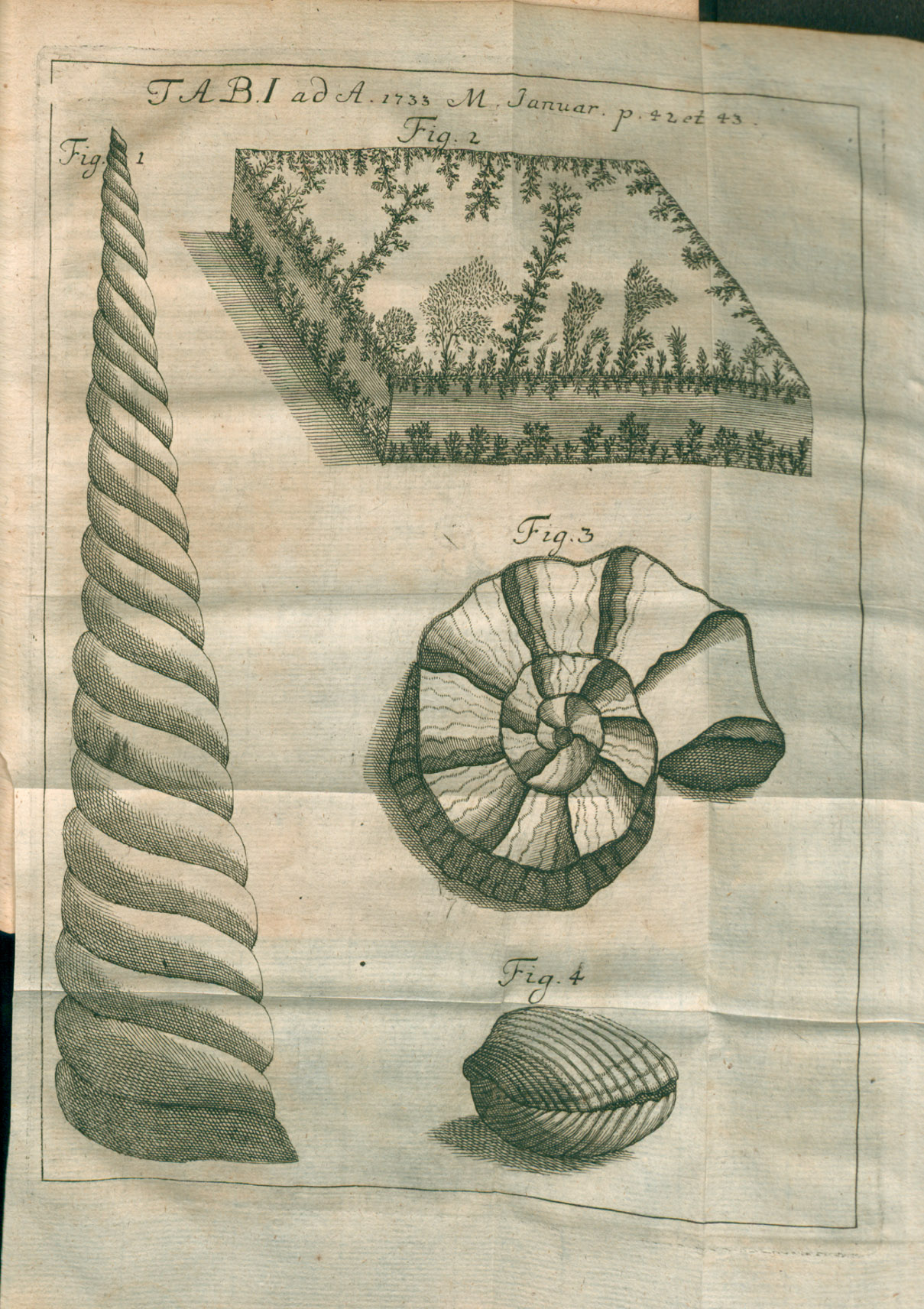
Illustration de l'article « Lucubratiunculae II de Alabastris… » publié dans les Acta Eruditorum (1733).

## Origines géologiques
À la différence du marbre, roche métamorphique se formant à des kilomètres ou dizaines de kilomètres de profondeur et dont l'affleurement à la surface requiert l'exhumation et l'érosion d'une épaisse pile de roches, l’albâtre se forme en surface ou très proche de la surface sur des échelles de temps se comptant en dizaines d'années ou quelques siècles.
L’albâtre calcaire tend à remplir les grottes ou les excavations, transporté par les eaux qui s’infiltrent dans la terre en traversant des couches calcaires et ferrugineuses, en se chargeant de tout ce qu’elles peuvent dissoudre depuis leur départ de la surface du sol jusqu’au plafond des cavernes. Le gaz carbonique acidifie l'eau qui dissout la calcite, produisant du bicarbonate de calcium. Celui-ci peut se décomposer dans le sens inverse, en donnant du gaz carbonique et du carbonate de calcium insoluble qui cristallise en calcite et, au bout d’un certain temps, forme une concrétion. C'est ainsi que les gouttes d'eau venant du plafond donnent une stalactite qui croît, donc, de haut en bas. Le reste tombe au sol en formant de bas en haut une stalagmite. Ces deux concrétions peuvent finir par se rejoindre et former une colonne. La calcite couvre aussi les parois et le sol de ces grottes, que l'on trouve dans presque tous les pays riches en calcaire. Elles sont actuellement des lieux de visite, de par leur diversité de couleurs et de formes, alors qu’elles furent des lieux d’exploitation dans la plus lointaine Antiquité, sans compter les abris préhistoriques.
L'albâtre gypseux provient de la recristallisation du gypse, qui se forme au cours de processus d'évaporation de lagunes ou de mers peu profondes. Cette évaporation augmente la teneur en sels dissous. Quand elle atteint le point de saturation, ils précipitent dans l'ordre : carbonates (dolomie), sulfates (gypse), chlorures (sel de cuisine ou halite). De ce fait, le gypse est catalogué dans les roches sédimentaires (la précipitation est un dépôt) de type évaporite. Il est formé de petits cristaux de sulfate de calcium hydraté (CaSO4・2 H2O) nommés sélénite à cause de leur couleur blanche translucide rappelant celle de la lune. Le gypse est très soluble et, sous l'effet de circulations d'eau, de mouvements tectoniques et d'enfouissements, pourra se dissoudre et recristalliser plusieurs fois pour donner l'albâtre qui en est une forme dérivée. Gypse et albâtre ont la même composition chimique ; seuls ces processus de recristallisation les différencient rendant le second plus résistant et translucide, donc plus facile a sculpter d'où son utilisation ornementale.

## Histoire

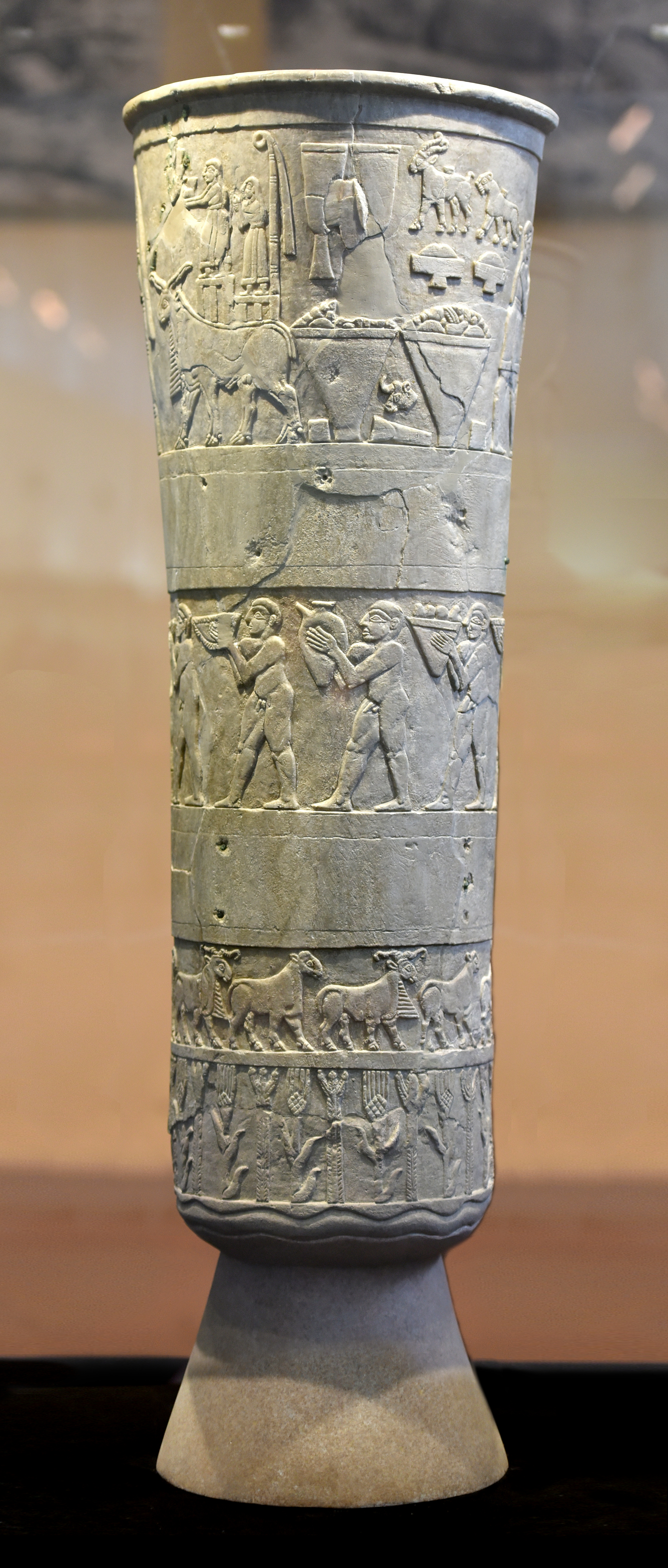
Vase d'Uruk, période de Djemdet Nasr, 3000-2900 av. J.-C., Bagdad, musée national d'Irak.

- En Irak : l’albâtre est connu depuis longtemps et l’homme l’a utilisé pour sa beauté et sa mise en œuvre facile. Les plus anciens objets en albâtre retrouvés datent du VIe millénaire avant notre ère, comme les vases et figurines, dégagés par des fouilles sur le site de Tell es Sawwan en Mésopotamie.
- En Iran : des bustes sumériens du IIIe millénaire (Paris, musée du Louvre).
- En Syrie antique, à Tell Brak, on a retrouvé des têtes sculptées de la même époque.
- En Crète : au IIe millénaire (âge du bronze), la civilisation minoenne produisait de beaux vases en albâtre calcaire. On en a retrouvé 40 sur le site de Knossos.
- En Égypte, l'albâtre était également employé pour les canopes et d'autres types de vases sacrés ou funéraires contenant les organes du pharaon, des boîtes peintes, comme ceux trouvés dans la tombe de Toutânkhamon. Un sarcophage sculpté d'un seul tenant dans de la calcite figure ainsi dans les collections du musée Soane, à Londres. Il a été découvert par Giovanni Belzoni en 1817 dans la tombe du pharaon Séthi Ier, non loin de Thèbes. Il a été acheté par John Sloane après avoir été proposé, sans succès, au British Museum. La pierre était extraite près de Thèbes, à Akhetaton, ville que les Grecs renommèrent Psinaula ou Alabastron.

Découpé en minces feuillets, l'albâtre est suffisamment transparent pour être utilisé comme vitre pour de petites fenêtres. Il était si transparent que Néron en fit construire un petit temple sans fenêtre, où le jour passait à travers le marbre même qui formait les murs (connu comme Marbre blanc cappadocien).
Il a été employé pour sa transparence dans certaines églises médiévales, particulièrement en Italie, comme pour les fenêtres du mausolée de Galla Placidia à Ravenne.
À leur suite les Assyriens, les Étrusques et les Grecs développèrent un important artisanat. Puis les Romains le reprirent sous la forme Alabastrum. Le nom évolua en français sous la forme albâtre, attestée dès le XIIe siècle. On exploita des gisements en Espagne, en Italie (Volterra), en France, en Allemagne, aux Pays-Bas et principalement en Angleterre où prospéra un artisanat très actif.
À la Renaissance et à l'époque moderne, il est utilisé pour la fabrication de vitraux comme dans la Gloire de la basilique Saint-Pierre de Rome, ou pour les vitraux de la basilique Saint-Paul-hors-les-Murs de Rome.
Depuis l'installation de la vice-royauté du Pérou, les artisans de la ville d'Ayacucho utilisent l'albâtre gypseux pour produire des figures délicates et des groupes religieux polychromes peints à l'huile. Les représentations les plus fréquentes étaient les vierges, les saints, les nativités et les scènes de l'art chrétien.
Plus récemment, il y a été abondamment utilisé pour la cathédrale Notre-Dame-des-Anges de Los Angeles, consacrée en 2002. Un dispositif spécifique de refroidissement permet d'empêcher les panneaux de devenir opaques sous l'effet de la chaleur.

Objets en albâtre
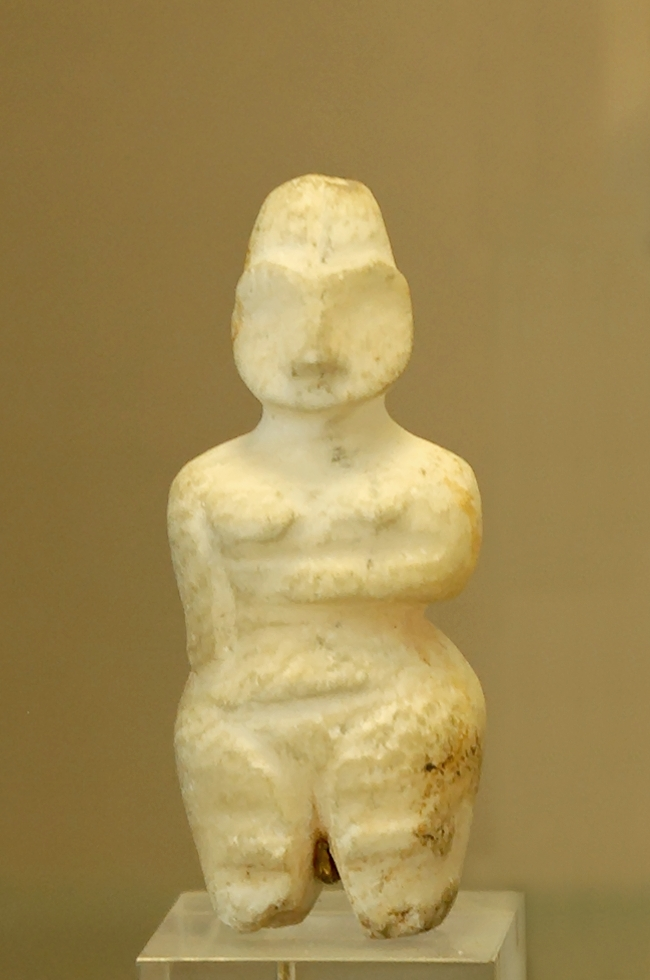
Figurine féminine en albâtre découverte à Tell es Sawwan, près de Samarra, vers 6000 av. J.-C., Paris, musée du Louvre.
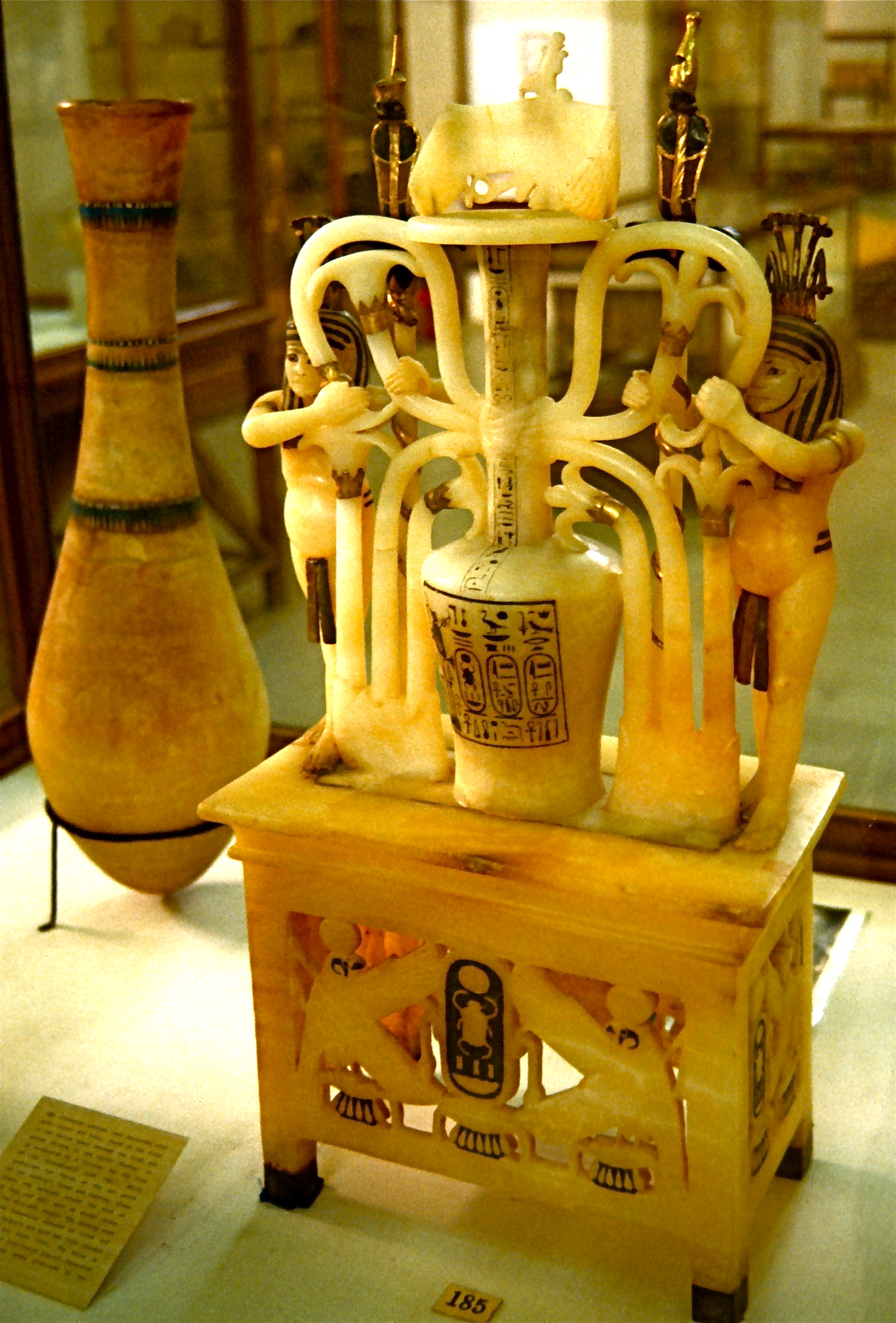
Vase de parfum en albâtre de la tombe de Toutânkhamon, XIVe siècle av. J.-C., Musée égyptien du Caire.
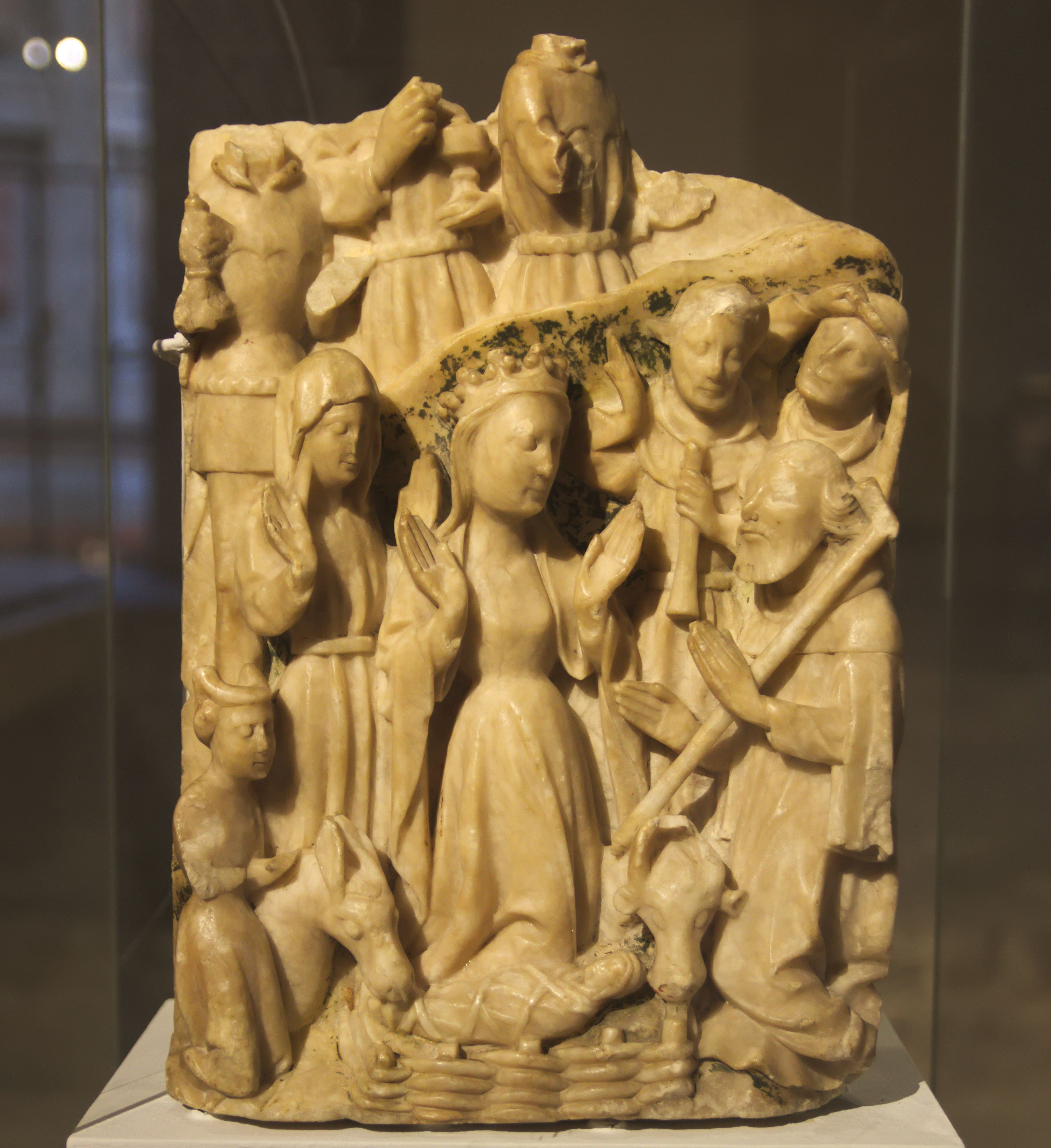
Épiphanie, Angleterre, XVe siècle, Saint-Jacques-de-Compostelle, monastère de San Martín Pinario.
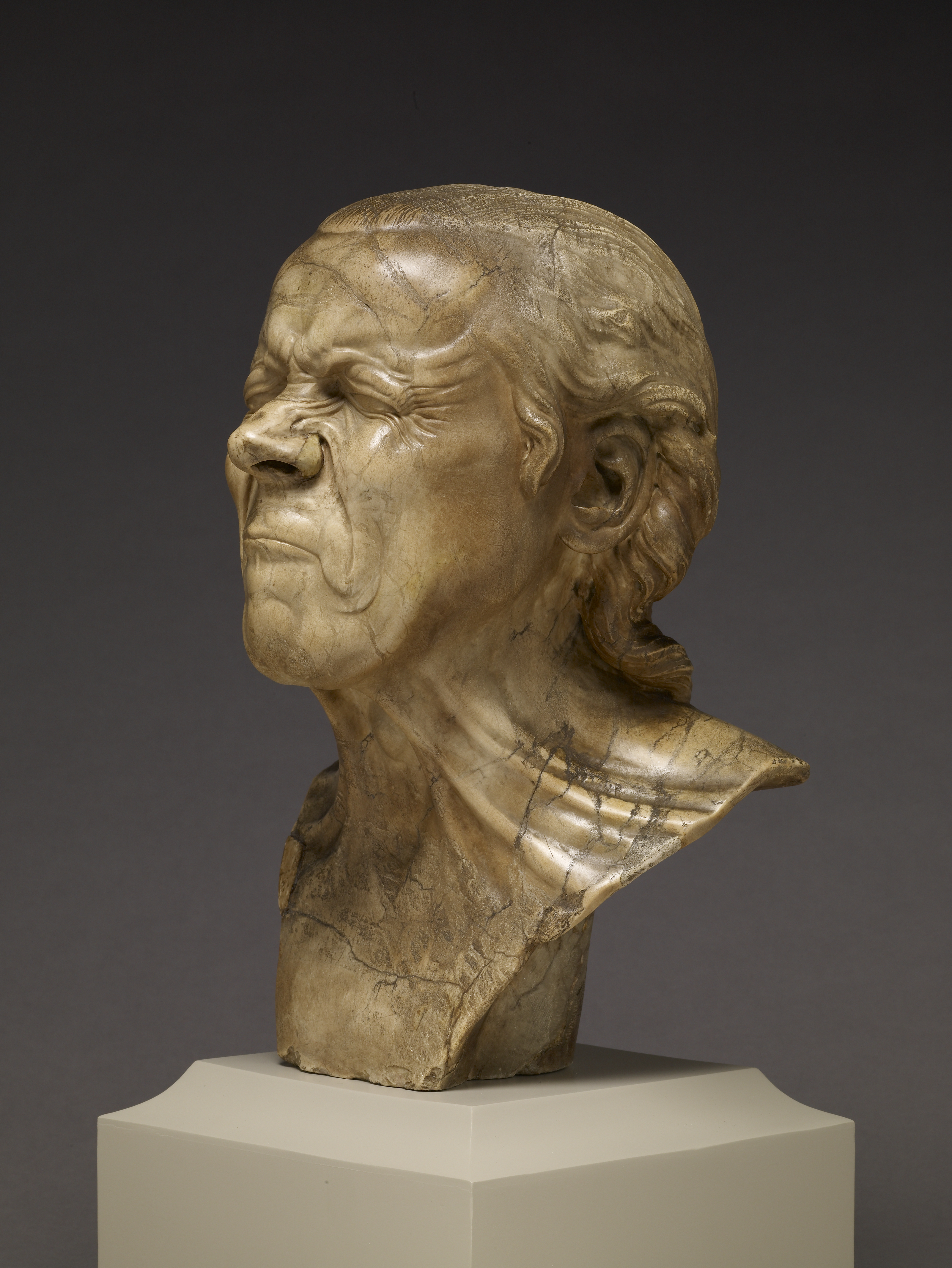
Franz Xaver Messerschmidt, L'Homme vexé, entre 1771 et 1783, Los Angeles, Getty Center.
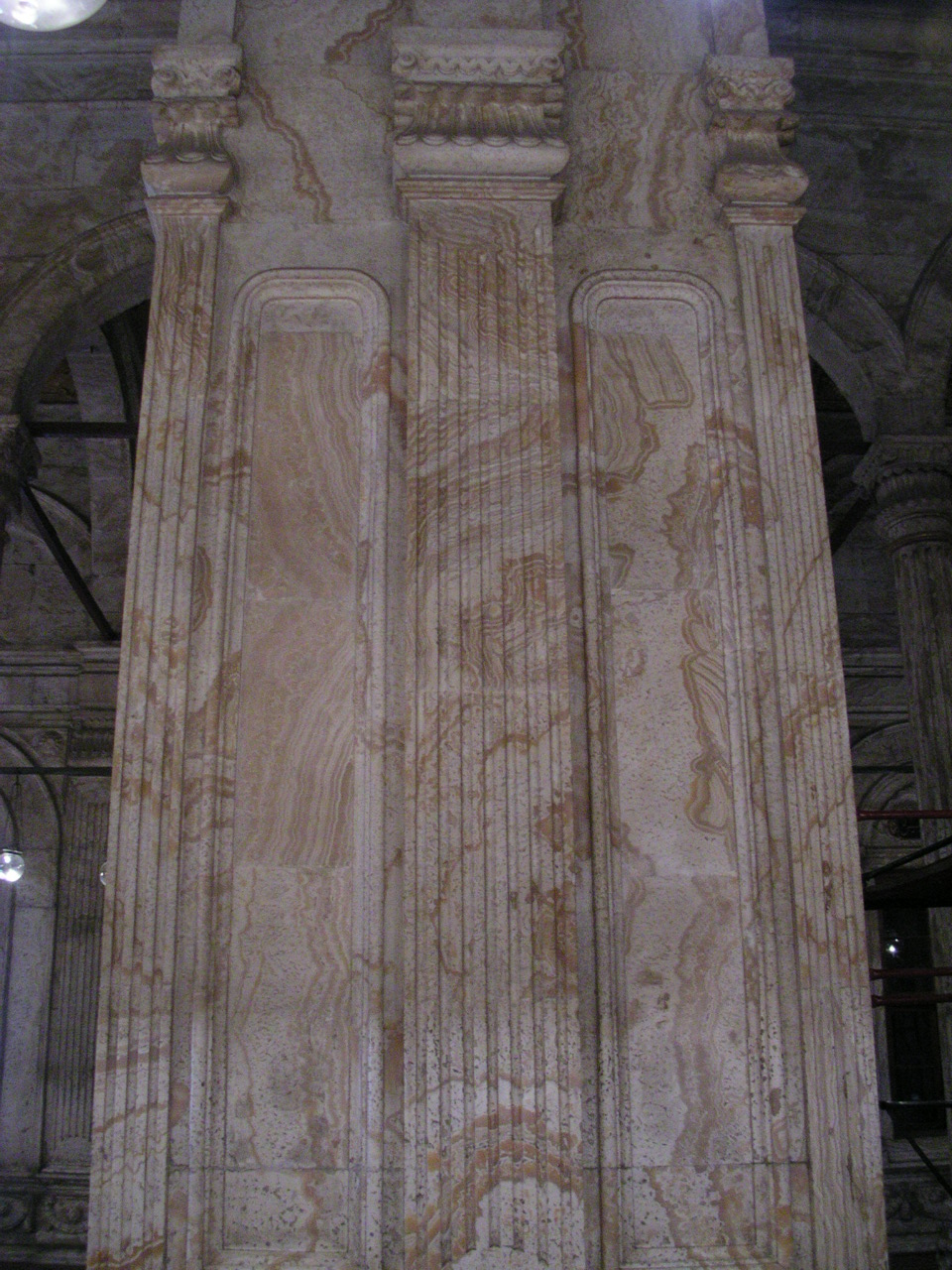
Pilier en albâtre de la mosquée Mohammed Ali, 1830-1848, Le Caire.
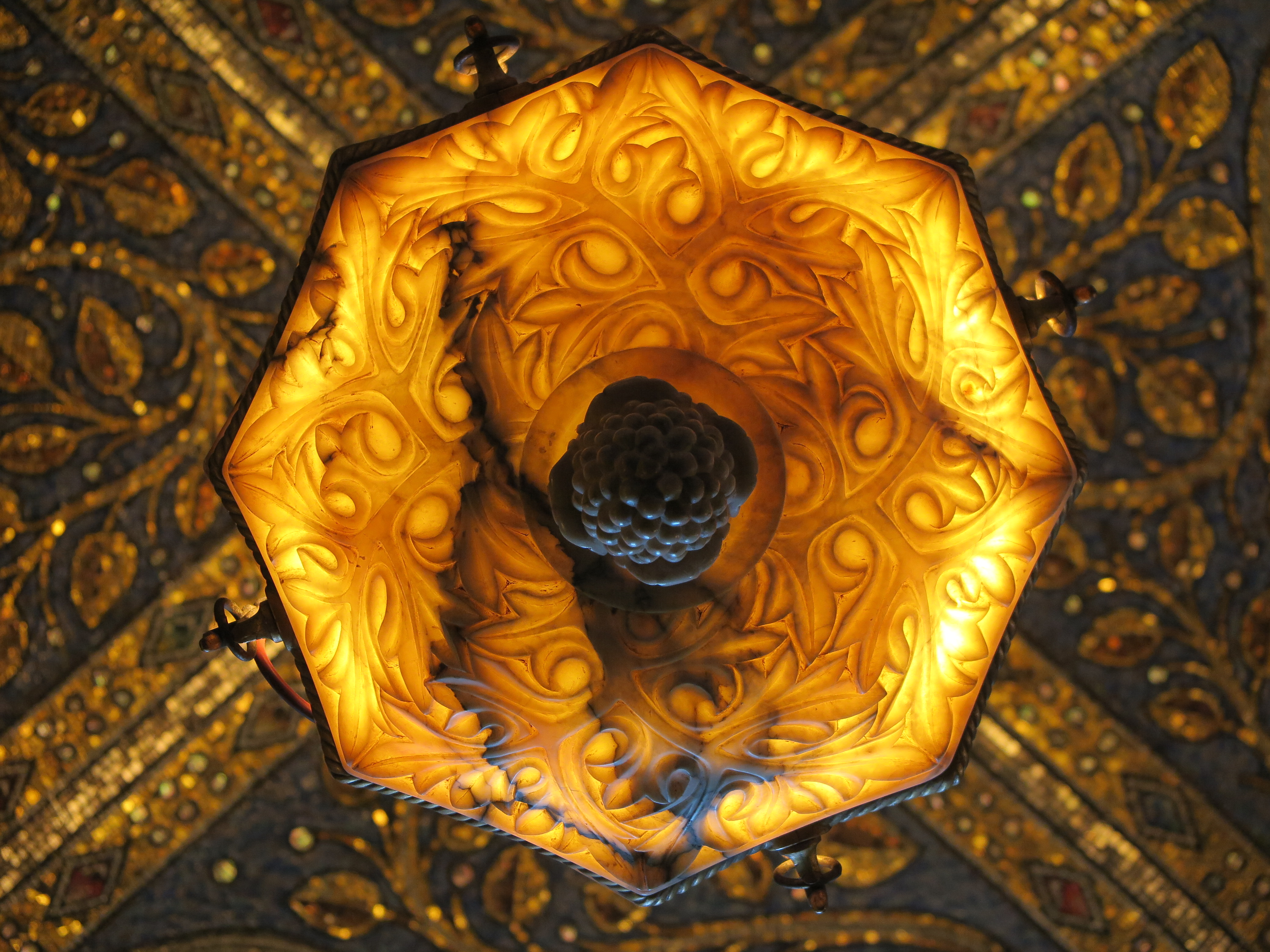
Lampe, cathédrale d'Aix-la-Chapelle.

## Quelques types d’albâtre

### Albâtres unis
- Albâtre calcaire d’Aracena en Andalousie, blanc nébuleux à pâte pure et fine qui renferme quelques veines jaune aurore.
- Albâtre calcaire blanc antique.
- Albâtre blanc jaunâtre ou albâtre oriental, d’un blanc un peu roux.
- Albâtre de Sienne, jaune miel, presque transparent.

### Albâtres veinés ou fleuris
C’est le marbre onyx des anciens ;
- Albâtres de Malaga en Espagne, jaune cire.
- Albâtre de Saguna en Sicile, brun foncé avec des veines plus claires.
- Albâtre de Monreale en Sicile, veiné rouge vif mêlé à des bandes jaunes plus ou moins foncées.
- Albâtre de Caputo en Sicile, veiné de jaune clair et blanc sale.
- Albâtre du mont Pellegrino (Palerme) en Sicile, veines étroites, l’une jaune et l’autre noir très foncé.
- Albâtres de Malte, une variété jaune clair veiné de blanc, une autre ondé de noir, de brun et de blanc.
- Albâtre de Bastia en Corse, rubané de jaune clair ou plus foncé.
- Albâtre de Montmartre (Paris), couches ondulées de couleur fauve, entremêlées de veines blanc sale.

### Albâtres tachetés
- Albâtres de Roquebrune en Languedoc, rouge brun avec taches de différentes grandeurs.

### Alabastrites
- Alabastrite antique d’un blanc laiteux, tiré de la ville d’Alabastre en Égypte pour faire des récipients à parfum.
- Alabastrite, blanc laiteux des Basses-Pyrénées, blanc parfait, grain fin et serré, cassure grenue.
- Alabastrite, blanc laiteux de Boscodon près d’Embrun (Hautes-Alpes), blanc, compacte, reçoit un beau poli.
- Alabastrite de Volterra en Toscane, connu pour sa blancheur laiteuse, translucide.
- Alabastrite du fleuve Niso en Sicile, gris très clair avec des taches vertes et jaunâtres.
- Alabastrite de Taormine en Sicile, ondé de rouge et de jaune foncé.
- Alabastrite de Riquewihr en Alsace, blanchâtre.
- Alabastrite de l’île de Gozo près de Malte, jaune clair ondé de blanc, fortement translucide.
- Alabastrite de Château-Salins en Moselle, blanc, prend un poli brillant.
- Alabastrite de Lagny-sur-Marne près de Paris, blanc jaunâtre, demi-transparent.

## Usage littéraire
« L'albâtre translucide de nos souvenirs »

— Marcel Proust, À la recherche du temps perdu : La Prisonnière, 1922, p. 284-285.
Dans la littérature française, l'albâtre apparaît au XIXe siècle comme métonymie pour désigner une veilleuse ou un luminaire ; le « blanc d'albâtre » est une espèce de superlatif et un cliché quand il s'agit de décrire une peau de femme. Un nom moins commun que blanc, une référence à la translucidité, laissant voir le réseau des veines en dessous, une allusion à l'antiquité, et la mode des bibelots et lampes en albâtre à l'époque font tout le charme de cette comparaison.